# Абделькадер Бедран
Абделькадер Бедран (араб. عبد القادر بدران; нар. 2 квітня 1992, Бліда, Алжир) — алжирський футболіст, центральний захисник туніського клубу «Есперанс».

## Клубна кар'єра
Вихованець клубу УСМ Бліда. На професіональному рівні дебютував 6 листопада 2012 року в поєдинку Ліги 2 проти УСМ Аннаба. На футбольному полі зіграв 7 хвилин. 22 серпня 2015 року Абделькадер Бедран зіграв свій перший матч в алжирській Лізі 1 проти УСМ Ель-Харраш. Абделькадер вийшов на поле на 71-й хвилині, замінивши Мустафу Меліка. 29 серпня відзначився дебютним голом у Лізі 1 проти ДРБ Тадженанет.
13 червня 2016 року Бедран підписав 3-річний контракт з ЕС Сетіф. Дебютував у футболці нової команди 20 серпня 2016 року в нічийному (2:2) виїзному поєдинку 1-о туру Ліги 1 проти «Константіни». Абделькадер вийшов на поле в стартовому складі та відіграв увесь матч. Дебютним голом за «Сетіф» відзначився 19 листопада 2016 року на 73-й хвилині програного (1:2) виїзного поєдинку 12-о туру Ліги 1 проти «Саури». Бедран вийшов на поле в стартовому складі, а на 90+4-й хвилині отримав червону картку. Виступав у команді протягом 3 сезонів.
30 червня 2019 року Бедран підписав 4-річний контракт з «Есперансом». Дебютував у футболці столичного клубу 24 серпня 2019 року в переможному (1:0) виїзному поєдинку 1-о туру Ліги 1 проти «Татуїна». Абделькадер вийшов на поле в стартовому складі та відіграв увесь матч.

## Кар'єра в збірній
Завдяки вдалим виступам у чемпіонаті звернув увагу іспанця Лукаса Алькараса, тренера збірної Алжиру, який викликав його 1 жовтня 2017 року до табору національної команди.

## Досягнення
УСМ Бліда
- Ліга 2
  -  Чемпіон (1): 2015

- Молодіжний кубок Алжиру
  -  Володар (1): 2011

«Ес Сетіф»
- Чемпіонат Алжиру
  -  Чемпіон (1): 2017

- Суперкубок Алжиру
  -  Володар (1): 2017

- Кубок Алжиру
  -  Фіналіст (1): 2017

Алжир
- Переможець Кубка арабських націй: 2021